# Sarcophaga abramovi
Sarcophaga abramovi är en tvåvingeart som först beskrevs av Boris Borisovitsch Rohdendorf 1938.  Sarcophaga abramovi ingår i släktet Sarcophaga och familjen köttflugor. Inga underarter finns listade i Catalogue of Life.